# Дідик Марія Олексіївна

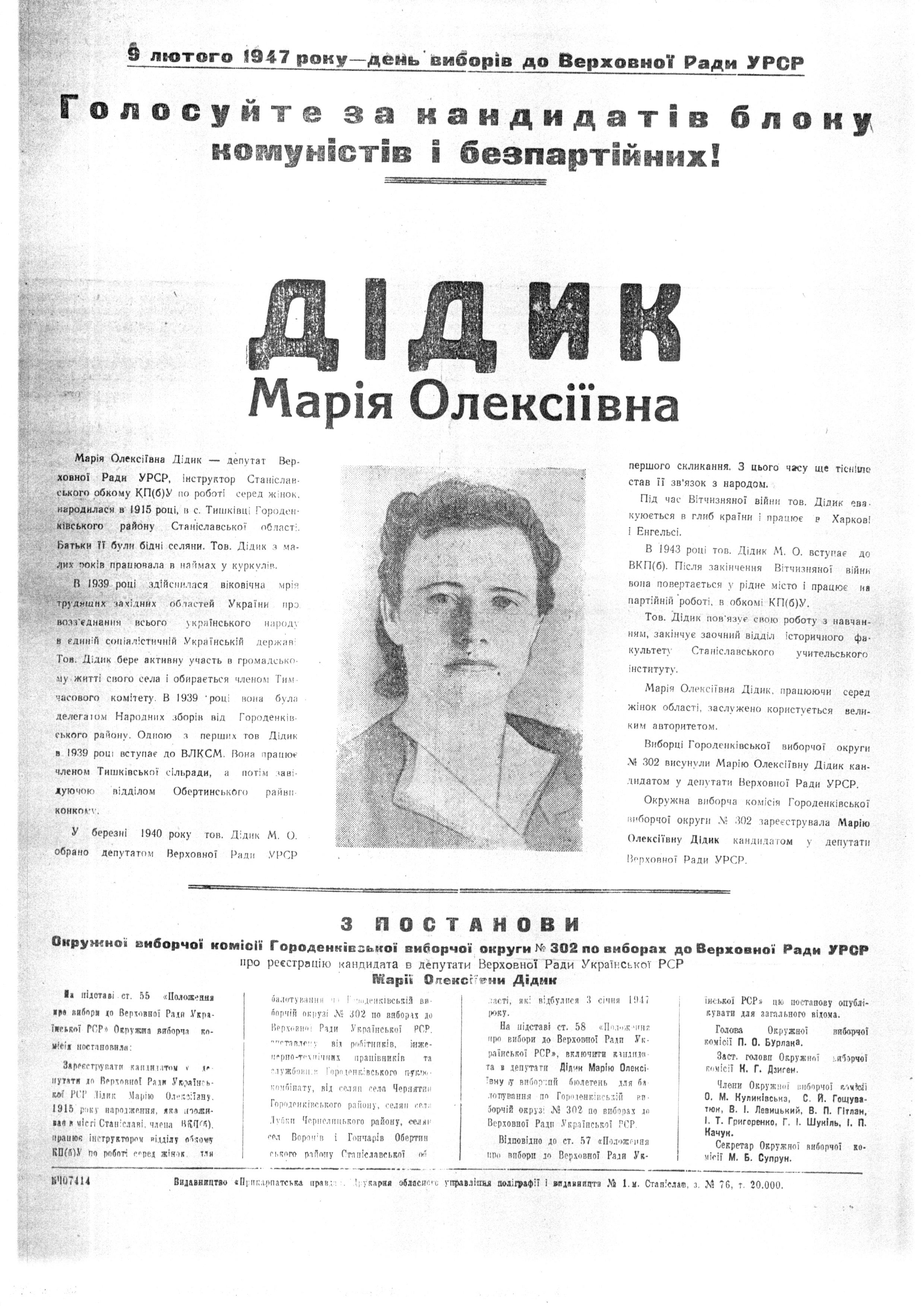
Агітаційна листівка

Марі́я Олексі́ївна Ді́дик (5 січня 1915 , Тишківці, Городенківський повіт, Королівство Галичини та Володимирії, Австро-Угорщина  — 5 червня 1979 , Київ, Українська РСР, СРСР ) — українська радянська діячка, інструктор Станіславського обласного комітету КП(б)У по роботі серед жінок. Депутат Верховної Ради УРСР 1–2-го скликання (1940–1951).

## Біографія
Народилася 5 січня 1915 року в бідній селянській родині в селі Тишківці, тепер Городенківський район, Івано-Франківська область, Україна. З юних років наймитувала у заможних селян.
Після захоплення Галичини Червоною армією у жовтні 1939 року обрана депутатом Народних Зборів Західної України від Городенківщини. Була членом тимчасового комітету в селі Тишківці і членом волосного комітету. У 1939 році вступила до комсомолу.
З 1940 року працювала членом Тишківської сільської ради, завідувачем відділу кадрів Обертинського районного виконавчого комітету Станіславської області.
1 вересня 1940 — 22 червня 1941 року — студентка заочного відділу історичного факультету Станіславського учительського інституту.
У червні 1941 року була евакуйована у східні райони СРСР, працювала санітаркою у військових госпіталях міста Харкова та міста Енгельса Куйбишевської області, інспектором Сердобського районного виконавчого комітету Пензенської області РРФСР по працевлаштуванні евакуйованого населення.
Член ВКП(б) з 1943 року.
У 1944 році повернулась у Станіславську область. З 14 квітня 1944 по 1 червня 1945 року — заступник голови виконавчого комітету Городенківської міської ради депутатів трудящих Станіславської області.
З 1946 року — інструктор Станіславського обласного комітету КП(б)У по роботі серед жінок.
У 1948–1950 роках — завідувач відділу по роботі серед жінок Войнилівського районного комітету КП(б)У Станіславської області. У 1950–1951 роках — завідувач відділу по роботі серед жінок Городенківського районного комітету КП(б)У Станіславської області. У 1951–1953 роках — завідувач відділу по роботі серед жінок Ланчинського районного комітету КП(б)У Станіславської області.
З 1953 року — секретар Лисецького районного комітету КПУ Станіславської області.
Потім — на пенсії в селі Крихівці Івано-Франківської області.

## Нагороди
Нагороджена медалями «За доблесну працю у Великій Вітчизняній війні 1941–1945 років» (№ 465183 від 31.12.1945), «За трудову доблесть» (№ 093609 від 13.03.1948), «За доблесну працю, на відзнаку 100-річчя з дня народження В. І. Леніна» (від 01.04.1970), «Тридцять років перемоги у Великій Вітчизняній війні́ 1941—1945 рр. Учаснику трудового фронту» (від 06.05.1975).